# Progonia grisea
Progonia grisea är en fjärilsart som beskrevs av George Francis Hampson 1904. Progonia grisea ingår i släktet Progonia och familjen nattflyn. Inga underarter finns listade i Catalogue of Life.